# 이라크의 대외 관계
이 내용은 이라크의 대외 관계에 대한 설명이다.

## 각국과의 대외 관계

### 대한민국
대한민국과는 사담 후세인 집권시절인 1989년에 외교관계를 맺었으나 1994년 현지 주재공관이 폐쇄 및 철수되었다가
2003년 재개설하였으며 사담 후세인 정권 붕괴 이후에도 외교관계를 유지하고 있다.
2004년 한국군 자이툰 부대가 파병되어 주둔하고 있다.
최근 이라크에서 이슬람 계열 무장단체에 의한 한인 피랍 사건이 발생한 후, 대한민국 정부는 아프가니스탄, 소말리아와 함께 이라크를 여행금지국으로 지정하였다. (이라크는 첫 번째 여행금지국이다.) 1999년 당시에는 이라크에 8명의 한국 교민이 살고 있었다. 과거 이라크에는 대한항공 여객기가 운항하였으나 중단하였고, 현재 한국과 이라크를 잇는 직항 항공기 노선은 없다. 그러나 이라크 쿠르드 자치구 지역과는 매우 우호적인 외교관계를 유지하고 있다.

### 조선민주주의인민공화국
조선민주주의인민공화국과는 1968년에 외교관계를 맺어왔으나 이란-이라크 전쟁 때 적국인 이란에 정치적, 군사적인 지원을 하였다는 이유로 1980년 단교하였다.

### 일본
일본은 이라크 전쟁에서, 제2차 세계대전 이후 최초로, 전투지역이라는 논의도 있었던 이라크에 자위대를 파견하였다.

### 그밖의 나라와의 관계
이라크는 이란과는 달리 미국 및 각 서방국가들과는 그리 사이가 좋지 못하며, 다른 아랍국가에도 불신적인 태도를 보여준 상태이다. 사담 후세인 축출 및 사망 이후에는 미국을 포함한 여러 서방국가들과 쿠웨이트 등 주변 국가들과 관계를 개선하려 하고 있다.
사우디아라비아와의 관계는 1932년부터1991년 이전까지 사우디아라비아-이라크 중립지대라는 지역을 두고 공동관리를 했으나 영토 분쟁 및 국경 분쟁도 있었으며 1991년 걸프 전쟁 이후, 1992년에는 북쪽은 이라크, 남쪽은 사우디아라비아 영토가 되면서 공식적으로 해결되었으나 그 이후에도 국경 문제 등으로 분쟁이 이어졌으며, 이로 인해 관계가 좋지 못한 편이다. 그러나 이라크 쿠르드 자치구 지역은 현재 이스라엘이 강력한 쿠르드 자치구의 독립운동을 지지하고 있어서 현재 이라크 쿠르드 자치구와 이스라엘과의 관계는 이슬람 국가들 중 거의 유일하게 우호적이다.

## 같이 보기
- 이라크의 재외공관 목록